# Margrethe 2.s abdikation
Margrethe 2.s abdikation fandt sted 14. januar 2024. Den blev annonceret i hendes nytårstale 31. december 2023, hvor hun meddelte, at hun ville træde tilbage som Danmarks dronning 52 år efter, at hun havde overtaget tronen efter sin far, Frederik 9. Hun overlod tronen til sin søn, kronprins Frederik, der besteg tronen som Frederik 10. I sin nytårstale angav hun en rygoperation i februar 2023 som medvirkende årsag til beslutningen. Abdikationen skete trods tidligere udtalelser om, at hun ville blive på posten til hun "faldt af pinden", da hun betragtede sit hverv som "en livsopgave". Margrethes abdikation skete 878 år efter, at en dansk regent senest har abdiceret, nemlig da Erik 3. Lam abdicerede i 1146 på grund af sygdom, hvorefter han gik i kloster og døde som munk samme år.
I forbindelse med sin abdikation beholder Margrethe 2. både sin titel som dronning og prædikatet Hendes Majestæt.

## Abdikationens forløb
Abdikationen fandt sted i København 14. januar 2024. Det officielle program begyndte kl. 13.35, da kronprins Frederik, kronprinsesse Mary og deres søn prins Christian kørte i bil fra Amalienborg til Christiansborg. Dronning Margrethe 2. fulgte umiddelbart efter i guldbryllupskareten eskorteret af Gardehusarregimentets Hesteskadron. Kl. 14.00 var der statsråd på Christiansborg med deltagelse af dronningen, kronprinsen, prinsen, regeringen og statsrådssekretæren. Her underskrev dronningen en erklæring om sin abdikation, og i det øjeblik fandt tronskiftet formelt sted. Efter underskriften udtalte hun "Gud bevare kongen" og forlod Statsrådssalen. Den hidtidige kronprins overtog så hendes plads og skrev under, nu som kong Frederik 10. Prins Christian overtog tilsvarende sin fars plads som den nye kronprins. Kl. 14.15 kørte dronning Margrethe i bil tilbage til Amalienborg. Kl. 14.30 holdt det nye kongepar kur for særligt indbudte på Christiansborg.
Kl. 15.00 kom Kong Frederik 10. og statsminister Mette Frederiksen ud på balkonen på Christiansborg. Her proklamerede statsministeren tronskiftet med ordene "Hendes Majestæt Dronning Margrethe 2. er abdiceret. Længe leve Hans Majestæt Kong Frederik 10." Bagefter holdt kongen en kort tale, hvor han afslørede sit valgsprog: "Forbundne, forpligtet, for kongeriget Danmark". Bagefter kom den nye Dronning Mary ud på balkonen til kongen. Kl. 15.10 affyrede Batteriet Sixtus på Holmen en æressalut på 3 x 27 skud. Samtidig blev kongeflaget på Amalienborg overført fra Christian IX's Palæ til Frederik VIII's Palæ. Kl. 15.30 kørte det nye kongepar tilbage i guldbryllupskareten fra Christiansborg til Amalienborg eskorteret af Gardehusarregimentets Hesteskadron. Her kom kongen, dronningen og deres fire børn ud på balkonen på Frederik VIII's Palæ. Kl. 17.00 blev det kongelige faner overført fra Christian IX's Palæ til Frederik VIII's Palæ. Dagen sluttede med et 12 minutter fyrværkeri over Tivoli, der var det hidtil største i forlystelsesparkens historie.
Omkring 300.000 mennesker var til stede mellem kl 14 og 15; 174.000 ved Christiansborg, 73.000 ved Amalienborg og yderligere 52.000 ved Kongens Nytorv. Over 3,1 millioner mennesker fulgte med på TV. 360.000 brugte Københavns Metro, 230.000 brugte S-tog, og 28.000 brugte tog over Storebælt. Herudover anvendte mange også bus og bil.

## Reaktioner
Nyheden om dronning Margrethes abdikation blev beskrevet som en "overraskelse" og et "chok", da mange danskere havde forventet, at hun skulle forblive dronning indtil sin død.
- Statsminister Mette Frederiksen takkede dronningen for "hendes livslange engagement og utrættelige indsats for Riget" og beskrev hende som "indbegrebet af Danmark".[19][20]
- Vicestatsminister Troels Lund Poulsen bemærkede, at dronningens beslutning om at abdicere viser både hendes "visdom" og monarkiets "styrke og holdbarhed for Danmark", og sagde, at den nye konge "vil være i stand til at lede det danske monarki sikkert ind i en ny æra, hvor tradition og fornyelse vil kunne følge hinanden”.[21]
- Færøernes lagmand Aksel V. Johannesen hyldede Margrethe som "indbegrebet af stabilitet og majestæt", og takkede Dronningen for hendes "store arbejde og trofasthed".[22]
- Múte Bourup Egede, Grønlands landsstyreformand, sagde, at Dronningen er blevet "elsket og respekteret af mange grønlændere", og han takkede Margrethe "for hendes 52-årige regeringstid, dedikation og engagement i Grønland".[23]
- Tasmaniens premierminister Jeremy Rockliff sagde, at Margrethes "tooghalvtreds år ved roret er en fantastisk bedrift", og at Tasmanien "ikke kunne være mere stolt af kronprinsesse Mary", som er født og opvokset i Hobart. Han sagde, at han ser frem til at se "Tasmaniens egenfødte dronning lede Danmarks fremtid".[24][25]